# Kim Yong-hyun
 Der er for få eller ingen kildehenvisninger i denne artikel, hvilket er et problem. Du kan hjælpe ved at angive troværdige kilder til de påstande, som fremføres i artiklen.

Kim Yong-hyun (født 13. maj 1978) er en sydkoreansk badmintonspiller. Han repræsenterede Sydkorea under Sommer-OL 2004, hvor han deltog i mændenes double sammen med Yim Bang-eun, og kom til kvartfinalen efter at have slået danskerne Lars Paaske og Jonas Rasmussen i anden runde. I kvartfinalen tabte Kim g Yim mod Eng Hian og Flandy Limpele fra Indonesien 15-1, 15-10. Kim konkurrerede også i double mix sammen med Lee Hyo-jung. Der blev de slået ud i første runde af danskerne Jens Eriksen og Mette Schjoldager.